# Кенийско-чешские отношения
Кенийско-чешские отношения являются двусторонними отношениями Кении и Чехии.

## История
Кения и Чехия поддерживают дружественные отношения.
Первый вице-премьер и министр иностранных дел Чешской Республики посетили Кению в 2011 году. В 2006 году заместитель министра промышленности и торговли Чехии посетил Кению. Парламентская группа из 14 человек посетила и приняла участие в межпарламентской встрече в Найроби.
Министр туризма Кении посетил Чешскую Республику в 2006 году.

## Развитие сотрудничества
Кения и Чехия подписали соглашения в следующих областях:
- Научно-техническое сотрудничество между правительствами Чехословацкой Социалистической Республики и Кении в 1964 году
- Культурное сотрудничество, подписанное правительствами Чехословацкой Социалистической Республики и Кении в 1986 году
- Соглашение о воздушном сообщении, подписанное между правительствами ЧССР и Кении в 1989 году.

Обе страны определили ключевые области развития, такие как торговля, торговля, туризм, образование и культура.
Приблизительно 10 000 чешских туристов посещают Кению ежегодно. Первый в истории чартерный рейс из Праги в Кению был открыт в 2006 году. Правительство Чешской Республики предлагает две стипендии кенийцам ежегодно, около 30 кенийцев учатся в Чешской Республике. Приблизительно 50 кенийцев живут в Чешской Республике. В прошлом Чехия также оказывала помощь Кении в защите окружающей среды и смягчении последствий засухи.

## Торговля
Кения является одним из важнейших торговых партнёров Чешской Республики в странах Африки к югу от Сахары.
В 2006 году двусторонняя торговля составила стоила 638,2 миллиона кенийских шиллингов (6,2 миллиона евро). Чехия экспортирует в Кению товаров на сумму 446,1 млн шиллингов (4,35 млн. Евро).
Торговый баланс по-прежнему в значительной степени в пользу Чешской Республики, поскольку экспорт Кении в основном состоит из сельскохозяйственной продукции.
Основной экспорт Кении в Чехию включает: кофе, срезанные цветы, фрукты и овощи.
Основной экспорт Чешской Республики в Кению включает: стальные стержни, стеклянные бусы, самолёты и их запчасти, инструменты и ковры, вилочные погрузчики, фармацевтическую продукцию, хирургическое оборудование, токарные станки и сельскохозяйственные материалы и транспортные средства.

## Дипломатические миссии
Кения имеет посольство в Нидерландах, аккредитовано в Чешской Республике. Чешская Республика открыла своё посольство в Найроби в ноябре 2014 года.